# Estación de Ampolla-Perelló-Deltebro
Ampolla-Perelló-Deltebro (en catalán y según Adif L'Ampolla-El Perelló-Deltebre) es una estación ferroviaria situada en el municipio de La Ampolla, cerca de Perelló y Deltebro en la provincia de Tarragona, comunidad autónoma de Cataluña. Dispone de servicios de Media Distancia operados por Renfe.

## Situación ferroviaria
La estación se encuentra en el punto kilométrico 195,9 de la línea férrea de ancho ibérico que une Valencia con San Vicente de Calders.

## Historia
La estación fue inaugurada el 12 de marzo de 1865 con la apertura del tramo Amposta-Tarragona de la línea que pretendía unir Valencia con Tarragona. Las obras corrieron a cargo de la Sociedad de los Ferrocarriles de Almansa a Valencia y Tarragona o AVT que previamente y bajo otros nombres había logrado unir Valencia con Almansa. En 1889, la muerte de José Campo Pérez principal impulsor de AVT abocó la misma a una fusión con Norte.
En 1941, tras la nacionalización del ferrocarril en España la estación pasó a ser gestionada por la recién creada RENFE. 
Desde el 31 de diciembre de 2004 Renfe Operadora explota la línea mientras que Adif es la titular de las instalaciones ferroviarias.

## La estación
Se encuentra en el paseo del Centre, cerca de la costa y del centro urbano. El edificio para viajeros reconstruido en la década de los 90 es una pequeña estructura de planta baja y base rectangular construida con ladrillo visto y adornada con una serie de arcos. Cuenta con dos vías y dos andenes laterales. Ambos están protegidos parcialmente por marquesinas. Un paso subterráneo permite el cambio de uno a otro. En el exterior existe un aparcamiento habilitado.

## Servicios ferroviarios

### Media Distancia
Los trenes de Media Distancia que opera Renfe enlazan la estación con Tortosa, Valencia, Tarragona y Barcelona.
| Línea MD | Trenes          | Origen/Destino |  | Destino/Origen | Equivalente Rodalies de Catalunya |
| -------- | --------------- | -------------- |  | -------------- | --------------------------------- |
| 32       | Regional Exprés | Tortosa        |  | Barcelona      |                                   |
| 50       | Regional Exprés | Valencia-Norte |  | Barcelona      |                                   |